# Uniwersytet Džemala Bijedicia w Mostarze
Uniwersytet Džemala Bijedicia w Mostarze (bośn. Univerzitet "Džemal Bijedić" u Mostaru, Универзитет "Џемал Биједић" у Мостару) – bośniacka publiczna uczelnia wyższa, zlokalizowana w Mostarze.

## Historia
Pierwszą uczelnią powstałą w Mostarze po II wojnie światowej, była założona w 1950 roku, Wyższa Szkoła Pedagogiczna, w 1959 roku powstała Wyższa Szkoła Techniczna, a rok później Wyższa Szkoła Rolnicza. W 1977 roku na bazie tych szkół, a także zamiejscowych wydziałów Uniwersytetu w Sarajewie utworzono uniwersytet. Nadano mu imię Džemala Bijedicia (Univerziteta Džemal Bijedić u Mostaru), a językiem wykładowym był wówczas język serbsko-chorwacki.
7 kwietnia 1992, po wybuchu wojny w Bośni i Hercegowinie zbombardowane zostały akademiki i budynek Wydziału Ekonomii. Nauczanie zostało przerwane w okresie od kwietnia do sierpnia 1992 roku.  W roku akademickim 1994/1995 w częściowo wyremontowanych obiektach nauczanie podjął chorwackojęzyczny uniwersytet o nazwie Uniwersytet w Mostarze (Sveučilište u Mostaru). 
Boszniaccy wykładowcy założyli osobną uczelnię pod starą nazwą: Uniwersytet Džemala Bijedicia, która działała początkowo w powojskowych barakach w północnej części Mostaru. Potem wybudowano dla niej nowy kampus. Obydwa uniwersytety nawiązują do tradycji uczelni funkcjonującej w latach 1977–1992.

## Struktura organizacyjna
W ramach uczelni funkcjonują następujące jednostki:
- Akademia Kształcenia Nauczycieli*
- Wydział Technologii Informatycznej
- Wydział Rolniczo-Śródziemnomorski
- Wydział Zarządzania
- Wydział Budownictwa
- Wydział Humanistyczny
- Wydział Prawa
- Wydział Inżynierii Mechanicznej